# 552708 Odmangovender
552708 Odmangovender este o planetă minoră (asteroid) din centura de asteroizi. A fost descoperită pe 17 octombrie 2006 la Observatorul Regal al Belgiei⁠(d) de . 
Obiectul prezintă o orbită caracterizată de o semiaxă mare de 2,6123162164392 UAi, o excentricitate de 0,21755800655239, o înclinație de 6,6112967614026 ° în raport cu ecliptica.